# Деспотович, Милета
 Милета Деспотович  (серб. Милета Деспотовић; 1822 — 28 января 1890, Ягодина) — полковник, сербский военный деятель, принимал участие в венгерской кампании и русско-турецкой войне.

## Биография
Родился в 1822 году в селении Раткович общины Рековац (Центральная Сербия). В 1848 году в качестве командира отряда сербской милиции, принял участие в венгерской кампании. После окончаний войны перешёл на службу в русскую Императорскую армию в лейб-гвардии уланский полк и в скором времени обратил на себя внимание императора Николая I.
В 1853 году он был направлен в придунайские княжества, где ему быстро удалось сформировать шеститысячный отряд волонтёров, который он и привёл к генералу Лидерсу. Затем Деспотович принимал участие в различных сражениях и в осаде Силистрии, где проявил храбрость, о чём командир армии Горчаков сообщил начальнику гвардейского корпуса.
В 1864 году Деспотович был откомандирован в распоряжение командующего войсками одесского военного округа. Здесь ему было поручено раздавать пособия жителям Новороссийского края, пострадавшим в крымской кампании. Произведённый в полковники, Деспотович был назначен в 7-й гусарский Белорусский полк.
В 1869 году он по семейным обстоятельствам вышел в отставку и просил, чтобы ему выделили участок земли. Но, получив отказ, вернулся в Сербию. Во время сербско-турецкой войны Милета Деспотович был назначен начальником сербской кавалерии, принимал участие при взятии Бабиной Главы, а потом отбил у турок близ Ак-Паланки транспорт с продовольствием.
Вскоре после этого Милета Деспотович назначен губернатором Боснии и главнокомандующим боснийскими инсургентами. Из Санкт-Петербурга воевода получил значительную сумму денег на перевооружение и обмундирование. Он организовал армию, ужесточил дисциплину и начал строить планы на завоевание городов и районов Боснии, где они будут организовывать сербское правление. В соответствии с планом 23 августа было совершено нападение на Оджак, и он был захвачен повстанцами, но стало ясно, что оккупация города нереальна для столь небольшой группы повстанцев.
После провала войны Сербии с Турцией и прекращения огня 1 ноября, восстание пошло на убыль. Отсутствие единства среди лидеров восстания, плохая дисциплина давали преимущество Турции. Весной 1877 повстанцы пошли в атаку с 5000 людьми. Их продвижение продолжалось с ограниченным успехом. Деспотович с повстанцами в мае добрались до центра Боснии, в котором турки сгруппировали силы (20 000 солдат) с намерением уничтожить командование восстания под Тишковцем и Черными Потоками. Бабич предлагал избегать фронтальных боевых действий, но Деспотович отказался и с 3 тыс. повстанцами оккупировал Седло.
Там 4 августа на них напали турки, и это сражение привело к краху военного восстания. Деспотович бежал в Австрию, где он был взят в плен и интернирован с группой повстанцев.
Умер 28 января 1890 в Ягодине.